# Campionati del mondo di corsa campestre 1999
Il XXVII Campionato mondiale di corsa campestre si è disputato a Belfast, nel Regno Unito, dal 27 al 28 marzo 1999 al Barnett Demesne. Vi hanno preso parte 759 atleti in rappresentanza di 66 nazioni. Il titolo maschile è stato vinto da Paul Tergat mentre quello femminile da Gete Wami.

## Nazioni partecipanti
Qui sotto sono elencate le nazioni che hanno partecipato a questi campionati (tra parentesi il numero degli atleti per ciascuna nazione):
- Algeria (24)
- Andorra (1)
- Argentina (5)
- Australia (18)
- Azerbaigian (1)
- Bielorussia (24)
- Belgio (9)
- Bolivia (1)
- Brasile (23)
- Bulgaria (1)
- Canada (33)
- Capo Verde (1)
- Rep. Ceca (1)
- Cile (5)
- Colombia (12)
- RD del Congo (1)
- Croazia (4)
- Danimarca (1)
- Ecuador (4)
- Egitto (8)
- Estonia (3)
- Etiopia (34)

- Figi (6)
- Finlandia (11)
- Francia (16)
- Germania (2)
- Giappone (22)
- Gran Bretagna (36)
- Guatemala (8)
- Hong Kong (1)
- India (24)
- Irlanda (36)
- Israele (3)
- Italia (27)
- Kazakistan (3)
- Kenya (34)
- Kirghizistan (6)
- Lesotho (5)
- Marocco (29)
- Mauritius (7)
- Messico (6)
- Namibia (3)
- Paesi Bassi (10)
- Nuova Zelanda (5)

- Palestina (6)
- Polonia (2)
- Portogallo (19)
- Romania (12)
- Russia (10)
- Seychelles (4)
- Slovacchia (2)
- Slovenia (3)
- Sudafrica (25)
- Spagna (35)
- Stati Uniti (36)
- Svezia (2)
- Svizzera (1)
- Tagikistan (4)
- Tanzania (12)
- Tunisia (7)
- Turchia (14)
- Turkmenistan (13)
- Ucraina (4)
- Uzbekistan (9)
- Yemen (8)
- Zimbabwe (17)

## Risultati
I risultati del campionato sono stati:

### Individuale (uomini seniores)
| Pos. | Atleta           | Nazione       | Tempo (m's") |
| ---- | ---------------- | ------------- | ------------ |
|      | Paul Tergat      | Kenya         | 38'28"       |
|      | Patrick Ivuti    | Kenya         | 38'32"       |
|      | Paulo Guerra     | Portogallo    | 38'46"       |
| 4    | Joshua Chelanga  | Kenya         | 39'05"       |
| 5    | Evans Rutto      | Kenya         | 39'12"       |
| 6    | Paul Koech       | Kenya         | 39'51"       |
| 7    | Mohammed Mourhit | Belgio        | 40'09"       |
| 8    | Jon Brown        | Gran Bretagna | 40'09"       |
| 9    | Habte Jifar      | Etiopia       | 40'21"       |
| 10   | Domingos Castro  | Portogallo    | 40'25"       |
| 11   | Assefa Mezegebu  | Etiopia       | 40'33"       |
| 12   | Róbert Štefko    | Slovacchia    | 40'39"       |

### Squadre (uomini seniores)
| Paul Tergat     | 1    |
| Patrick Ivuti   | 2    |
| Joshua Chelanga | 4    |
| Evans Rutto     | 5    |
| (Paul Koech)    | (6)  |
| (Tom Nyariki)   | (39) |

| Habte Jifar      | 9    |
| Assefa Mezegebu  | 11   |
| Girma Tolla      | 17   |
| Tesfaye Tola     | 20   |
| (Ayele Mezegebu) | (26) |
| (Tegenu Abebe)   | (37) |

| Paulo Guerra      | 3    |
| Domingos Castro   | 10   |
| Eduardo Henriques | 14   |
| Alberto Maravilha | 49   |
| (Alberto Chaíça)  | (68) |
| (João Junqueira)  | (71) |

- Nota: gli atleti tra parentesi non hanno concorso al punteggio totale della squadra

### Individuale (uomini tracciato corto)
| Pos. | Atleta             | Nazione     | Tempo (m's") |
| ---- | ------------------ | ----------- | ------------ |
|      | Benjamin Limo      | Kenya       | 12'28"       |
|      | Paul Kosgei        | Kenya       | 12'31"       |
|      | Haylu Mekonnen     | Etiopia     | 12'35"       |
| 4    | Million Wolde      | Etiopia     | 12'36"       |
| 5    | James Koskei       | Kenya       | 12'38"       |
| 6    | Daniel Gachara     | Kenya       | 12'41"       |
| 7    | Abdellah Béhar     | Francia     | 12'44"       |
| 8    | John Kosgei        | Kenya       | 12'45"       |
| 9    | El Hassan Lahssini | Marocco     | 12'47"       |
| 10   | Mohamed Amyn       | Marocco     | 12'50"       |
| 11   | Adil Kaouch        | Marocco     | 12'52"       |
| 12   | Adam Goucher       | Stati Uniti | 12'53"       |

### Squadre (uomini tracciato corto)
| Benjamin Limo     | 1    |
| Paul Kosgei       | 2    |
| James Koskei      | 5    |
| Daniel Gachara    | 6    |
| (John Kosgei)     | (8)  |
| (Stephen Rerimoi) | (14) |

| El Hassan Lahssini  | 9    |
| Mohamed Amyn        | 10   |
| Adil Kaouch         | 11   |
| Ahmed Baday         | 15   |
| (Hicham Bouaouiche) | (22) |
| (Abdelhak El Gorch) | (73) |

| Haylu Mekonnen    | 3    |
| Million Wolde     | 4    |
| Alene Emere       | 18   |
| Berhanu Addane    | 30   |
| (Debebe Lobegach) | (72) |

- Nota: gli atleti tra parentesi non hanno concorso al punteggio totale della squadra

### Individuale (uomini under 20)
| Pos. | Atleta              | Nazione  | Tempo (m's") |
| ---- | ------------------- | -------- | ------------ |
|      | Haylu Mekonnen      | Etiopia  | 25'38"       |
|      | Richard Limo        | Kenya    | 25'43"       |
|      | Kipchumba Mitei     | Kenya    | 25'45"       |
| 4    | Abiyote Abate       | Etiopia  | 25'46"       |
| 5    | Albert Chepkurui    | Kenya    | 26'01"       |
| 6    | Sammy Kipketer      | Kenya    | 26'06"       |
| 7    | Duncan Lebo         | Kenya    | 26'14"       |
| 8    | Faustin Baha        | Tanzania | 26'15"       |
| 9    | Kenenisa Bekele     | Etiopia  | 26'27"       |
| 10   | Yibeltal Admassu    | Etiopia  | 26'28"       |
| 11   | Hailemariam Tegafaw | Etiopia  | 26'59"       |
| 12   | Alene Emere         | Etiopia  | 27'00"       |

### Squadre (uomini under 20)
| Richard Limo        | 2    |
| Kipchumba Mitei     | 3    |
| Albert Chepkurui    | 5    |
| Sammy Kipketer      | 6    |
| (Duncan Lebo)       | (7)  |
| (Christopher Soget) | (14) |

| Haylu Mekonnen        | 1    |
| Abiyote Abate         | 4    |
| Kenenisa Bekele       | 9    |
| Yibeltal Admassu      | 10   |
| (Hailemariam Tegafaw) | (11) |
| (Alene Emere)         | (12) |

| Faustin Baha    | 8  |
| Michael Hiiti   | 13 |
| Martin Sulle    | 15 |
| Jumanne Tuluway | 41 |

- Nota: gli atleti tra parentesi non hanno concorso al punteggio totale della squadra

### Individuale (donne seniores)
| Pos. | Atleta           | Nazione       | Tempo (m's") |
| ---- | ---------------- | ------------- | ------------ |
|      | Gete Wami        | Etiopia       | 28'00"       |
|      | Merima Denboba   | Etiopia       | 28'12"       |
|      | Paula Radcliffe  | Gran Bretagna | 28'12"       |
| 4    | Ayelech Worku    | Etiopia       | 28'15"       |
| 5    | Susan Chepkemei  | Kenya         | 28'21"       |
| 6    | Jane Ngotho      | Kenya         | 28'29"       |
| 7    | Jane Omoro       | Kenya         | 28'40"       |
| 8    | Helena Sampaio   | Portogallo    | 28'42"       |
| 9    | Leah Malot       | Kenya         | 28'49"       |
| 10   | Deena Drossin    | Stati Uniti   | 28'53"       |
| 11   | Leila Aman       | Etiopia       | 28'55"       |
| 12   | Restituta Joseph | Tanzania      | 29'07"       |

### Squadre (donne seniores)
| Gete Wami      | 1    |
| Merima Denboba | 2    |
| Ayelech Worku  | 4    |
| Leila Aman     | 11   |
| (Asha Gigi)    | (32) |
| (Meseret Kotu) | (64) |

| Susan Chepkemei | 5    |
| Jane Ngotho     | 6    |
| Jane Omoro      | 7    |
| Leah Malot      | 9    |
| (Agnes Kiprop)  | (16) |

| Helena Sampaio     | 8     |
| Ana Dias           | 13    |
| Conceição Ferreira | 30    |
| Mónica Rosa        | 43    |
| (Marina Bastos)    | (DNF) |
| (Teresa Nunes)     | (DNF) |

- Nota: gli atleti tra parentesi non hanno concorso al punteggio totale della squadra

### Individuale (donne tracciato corto)
| Pos. | Atleta                  | Nazione   | Tempo (m's") |
| ---- | ----------------------- | --------- | ------------ |
|      | Jackline Maranga        | Kenya     | 15'09"       |
|      | Yamna Belkacem          | Francia   | 15'16"       |
|      | Annemari Sandell        | Finlandia | 15'17"       |
| 4    | Kathy Butler            | Canada    | 15'30"       |
| 5    | Restituta Joseph        | Tanzania  | 15'31"       |
| 6    | Alemitu Bekele          | Etiopia   | 15'37"       |
| 7    | Asmae Leghzaoui         | Marocco   | 15'40"       |
| 8    | Teresa Wanjiku          | Kenya     | 15'41"       |
| 9    | Fatima Yvelain          | Francia   | 15'44"       |
| 10   | Blandine Bitzner-Ducret | Francia   | 15'47"       |
| 11   | Constantina Diţă        | Romania   | 15'49"       |
| 12   | Kutre Dulecha           | Etiopia   | 15'50"       |

### Squadre (donne tracciato corto)
| Yamna Belkacem          | 2    |
| Fatima Yvelain          | 9    |
| Blandine Bitzner-Ducret | 10   |
| Celine Rajot            | 19   |
| (Rodica Nagel)          | (46) |
| (Joalsiae Llado)        | (69) |

| Alemitu Bekele     | 6    |
| Kutre Dulecha      | 12   |
| Lulit Legesse      | 14   |
| Genet Gebregiorgis | 16   |
| (Yimenashu Taye)   | (17) |
| (Getenesh Urge)    | (33) |

| Asmae Leghzaoui    | 7    |
| Seloua Ouaziz      | 13   |
| Zhor El Kamch      | 24   |
| Saliha Khaldoun    | 25   |
| (Bouchra Benthami) | (38) |

- Nota: gli atleti tra parentesi non hanno concorso al punteggio totale della squadra

### Individuale (donne under 20)
| Pos. | Atleta            | Nazione   | Tempo (m's") |
| ---- | ----------------- | --------- | ------------ |
|      | Worknesh Kidane   | Etiopia   | 21'26"       |
|      | Vivian Cheruiyot  | Kenya     | 21'37"       |
|      | Yoshiko Fujinaga  | Giappone  | 21'41"       |
| 4    | Hareg Sidelil     | Etiopia   | 21'44"       |
| 5    | Naoko Sakata      | Giappone  | 21'46"       |
| 6    | Merima Hashim     | Etiopia   | 21'50"       |
| 7    | Helena Volná      | Rep. Ceca | 21'53"       |
| 8    | Pamela Kiyara     | Kenya     | 21'59"       |
| 9    | Elvan Abeye       | Etiopia   | 22'03"       |
| 10   | Flomena Cheyech   | Kenya     | 22'07"       |
| 11   | Jackline Chemwok  | Kenya     | 22'14"       |
| 12   | Elizabeth Rumokol | Kenya     | 22'15"       |

### Squadre (donne under 20)
| Worknesh Kidane   | 1    |
| Hareg Sidelil     | 4    |
| Merima Hashim     | 6    |
| Elvan Abeye       | 9    |
| (Hirut Abera)     | (14) |
| (Bezunesh Bekele) | (34) |

| Vivian Cheruiyot    | 2    |
| Pamela Kiyara       | 8    |
| Flomena Cheyech     | 10   |
| Jackline Chemwok    | 11   |
| (Elizabeth Rumokol) | (12) |
| (Deborah Chepkorir) | (16) |

| Yoshiko Fujinaga | 3    |
| Naoko Sakata     | 5    |
| Yoshiko Watanabe | 18   |
| Rina Fujioka     | 20   |
| (Kazuko Kanno)   | (24) |
| (Hiromi Fujii)   | (27) |

- Nota: gli atleti tra parentesi non hanno concorso al punteggio totale della squadra

†: l'atleta marocchina Nadia Ejjafini è giunta al 21º posto facendo registrare un tempo di 22'37", ma è stata squalificata per aver comunicato dati anagrafici falsi.

## Medagliere
Legenda
     Paese ospitante
| Posizione | Paese         | Oro | Argento | Bronzo | Totale |
| --------- | ------------- | --- | ------- | ------ | ------ |
| 1         | Kenya         | 6   | 6       | 1      | 13     |
| 2         | Etiopia       | 5   | 4       | 2      | 11     |
| 3         | Francia       | 1   | 1       | 0      | 2      |
| 4         | Marocco       | 0   | 1       | 1      | 2      |
| 5         | Portogallo    | 0   | 0       | 3      | 3      |
| 6         | Giappone      | 0   | 0       | 2      | 2      |
| 7         | Finlandia     | 0   | 0       | 1      | 1      |
| 7         | Gran Bretagna | 0   | 0       | 1      | 1      |
| 7         | Tanzania      | 0   | 0       | 1      | 1      |
| Totale    | Totale        | 12  | 12      | 12     | 36     |